# Josefsfenster (Quéménéven)

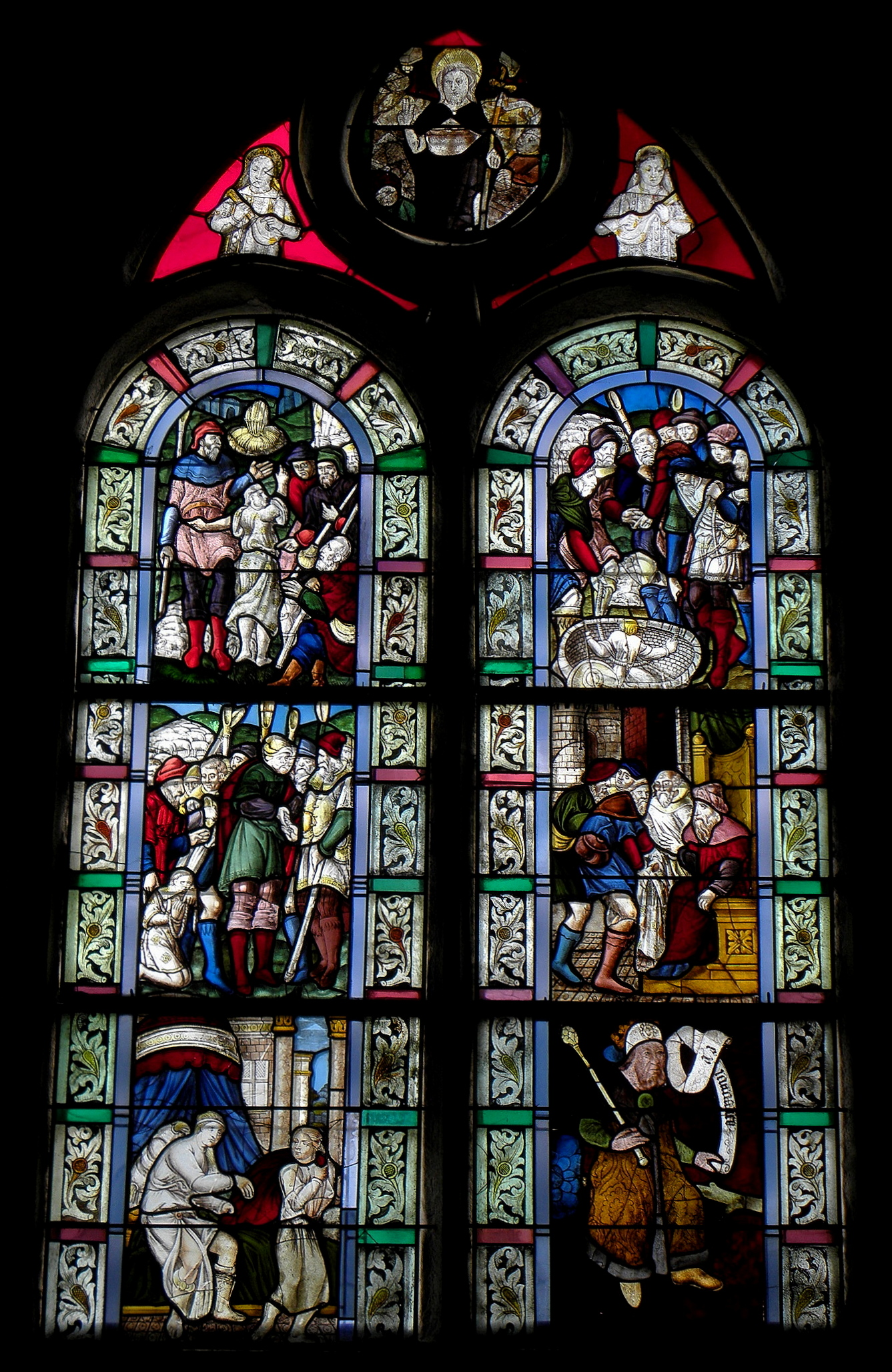
Josefsfenster in Quéménéven

Das Josefsfenster in Quéménéven, einer französischen Gemeinde im Département Finistère der Region Bretagne, wurde um 1500 geschaffen und Ende des 16. Jahrhunderts verändert. Das Bleiglasfenster in der Kapelle Notre-Dame im Ortsteil Kergoat wurde 1898 als Monument historique in die Liste der geschützten Objekte (Base Palissy) in Frankreich aufgenommen.
Das Fenster Nr. 11 im Chor wurde von einer unbekannten Werkstatt geschaffen. Es zeigt auf zwei Lanzetten das Leben Josefs, zweitjüngster Sohn des Erzvaters Jakob und einer der Stammväter der Zwölf Stämme Israels, aus dem Alten Testament. Der König rechts unten stammt aus dem Fenster Nr. 5, das die Wurzel Jesse darstellt.
Im Maßwerk ist der auferstandene Christus umgeben von musizierenden Engeln dargestellt.
Neben dem Heiligenfenster sind noch neun weitere sehenswerte Fenster aus dem 15. bzw. 16. Jahrhundert in der Kapelle erhalten (siehe Navigationsleiste).

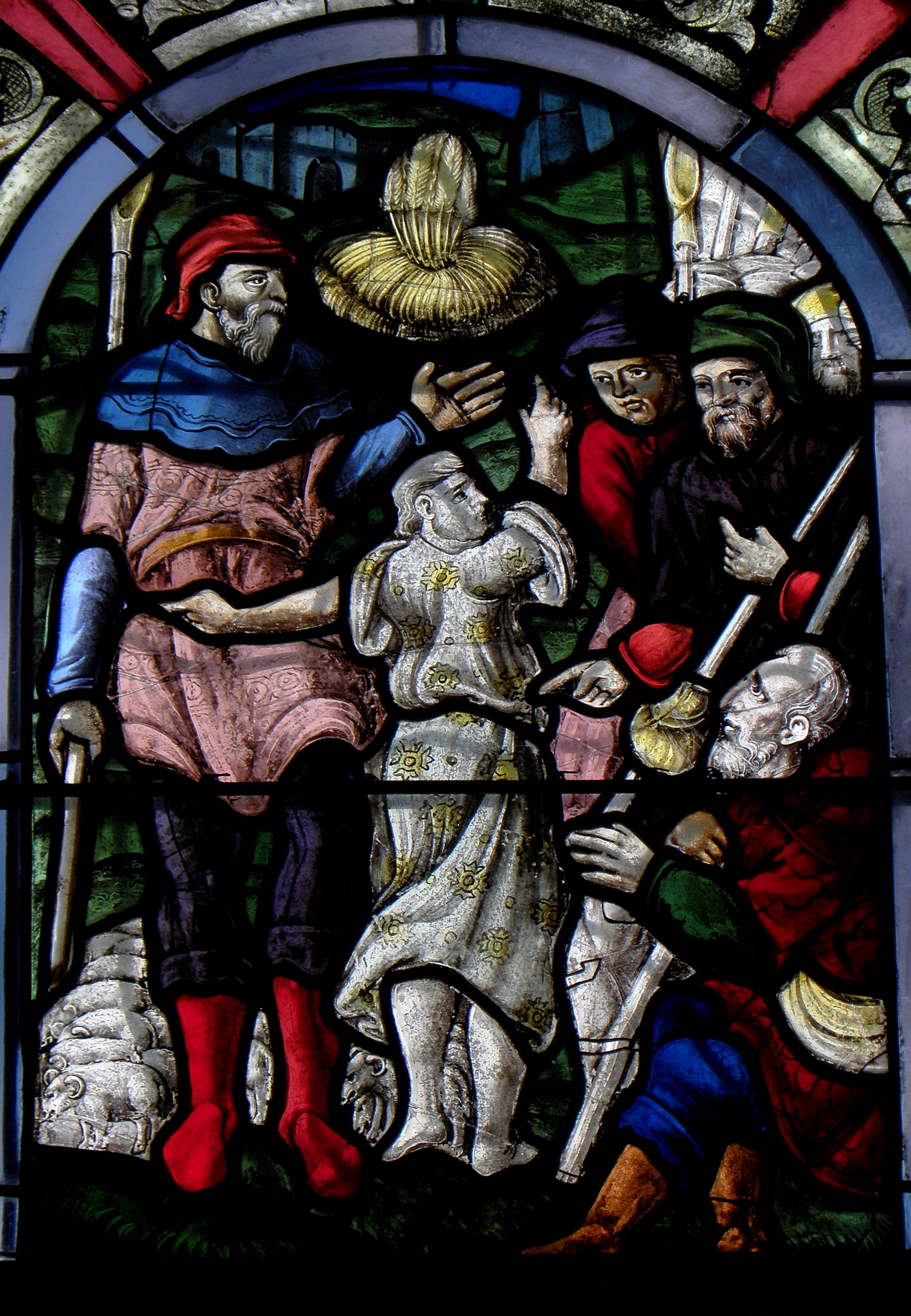
Josef erzählt seinen Brüdern von seinen Träumen
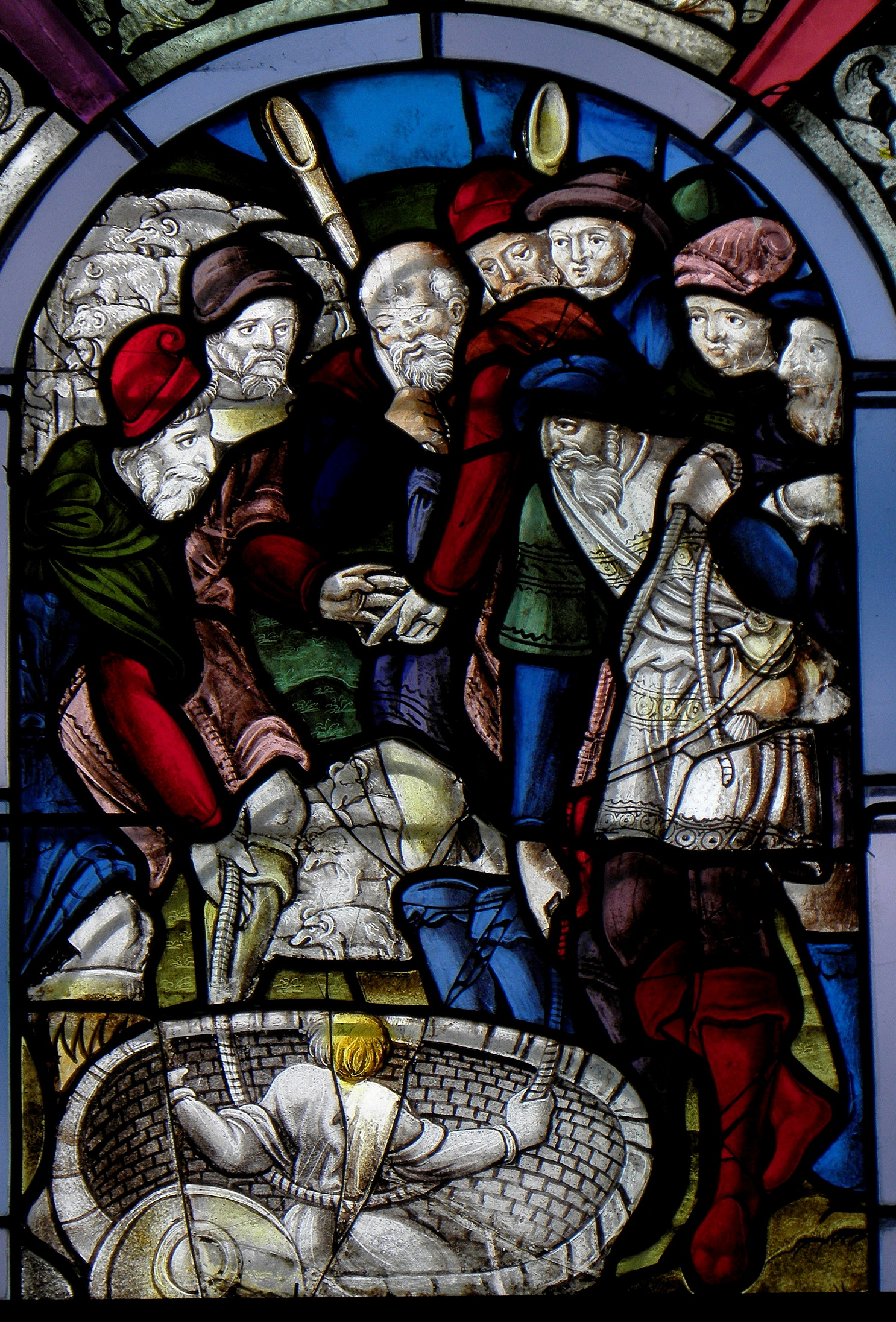
Josef wird von seinen Brüdern in einen Brunnen geworfen
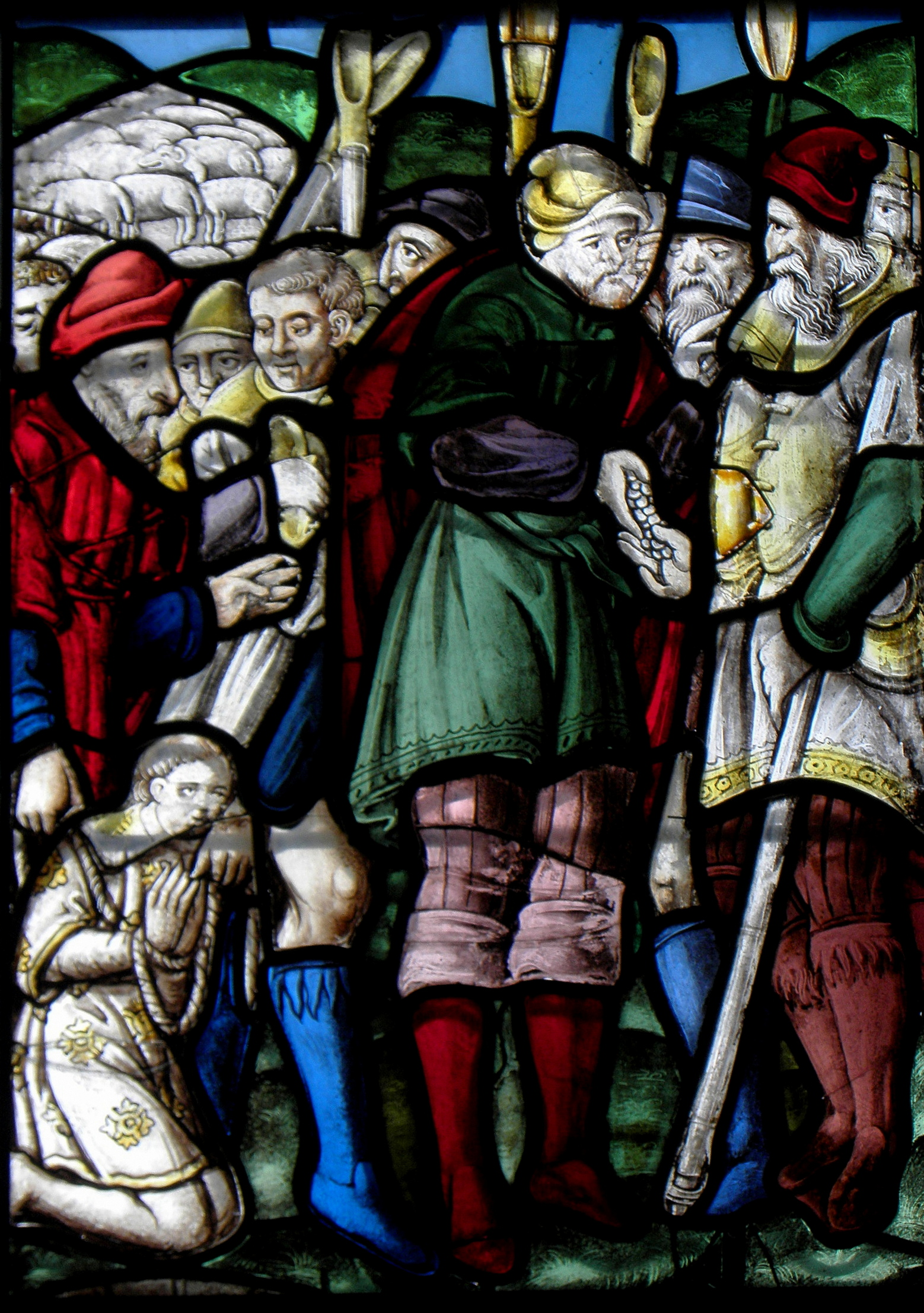
Josef wird von seinen Brüdern an Sklavenhändler verkauft
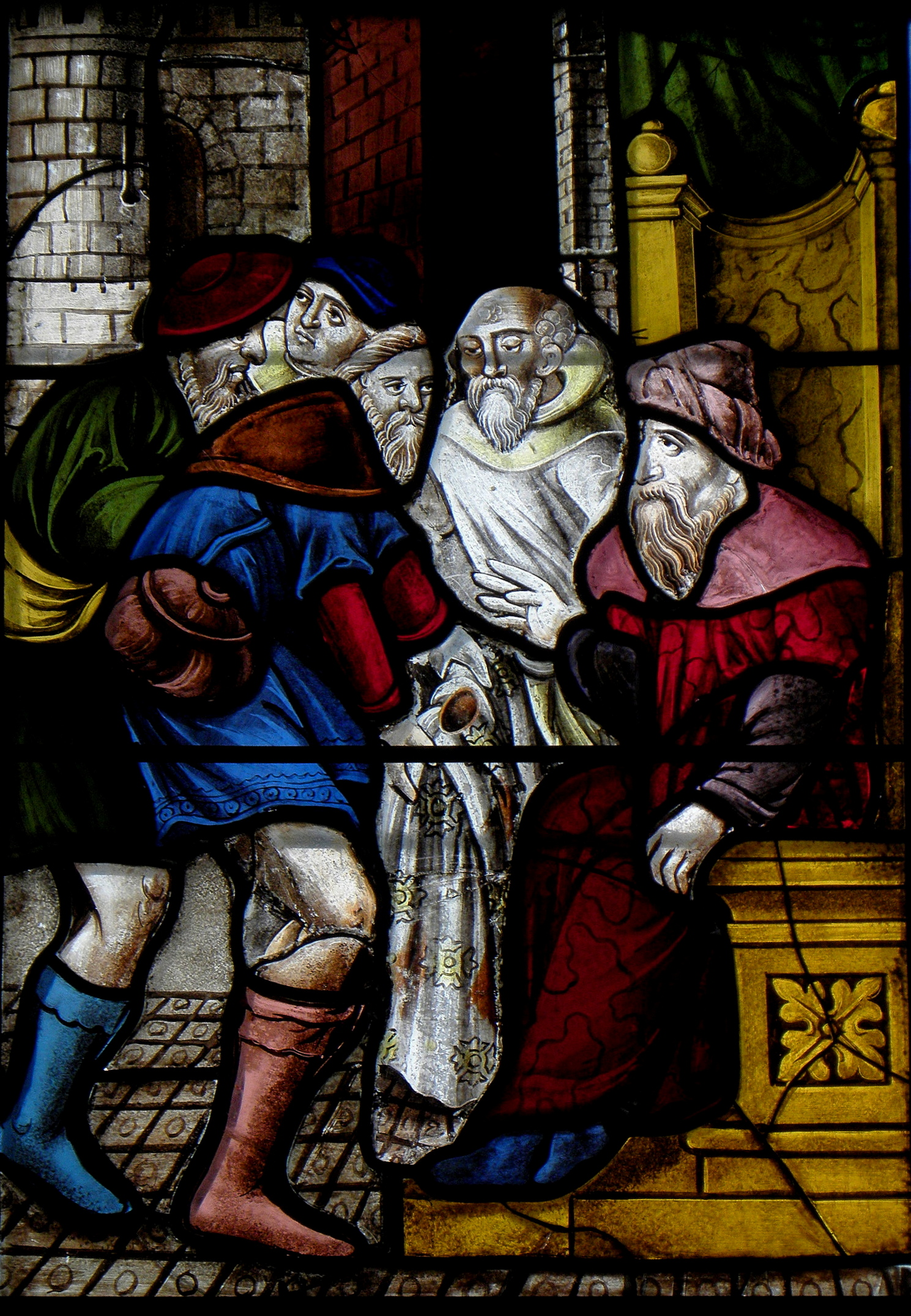
Josefs Brüder zeigen dem Vater die blutige Kleidung von Josef
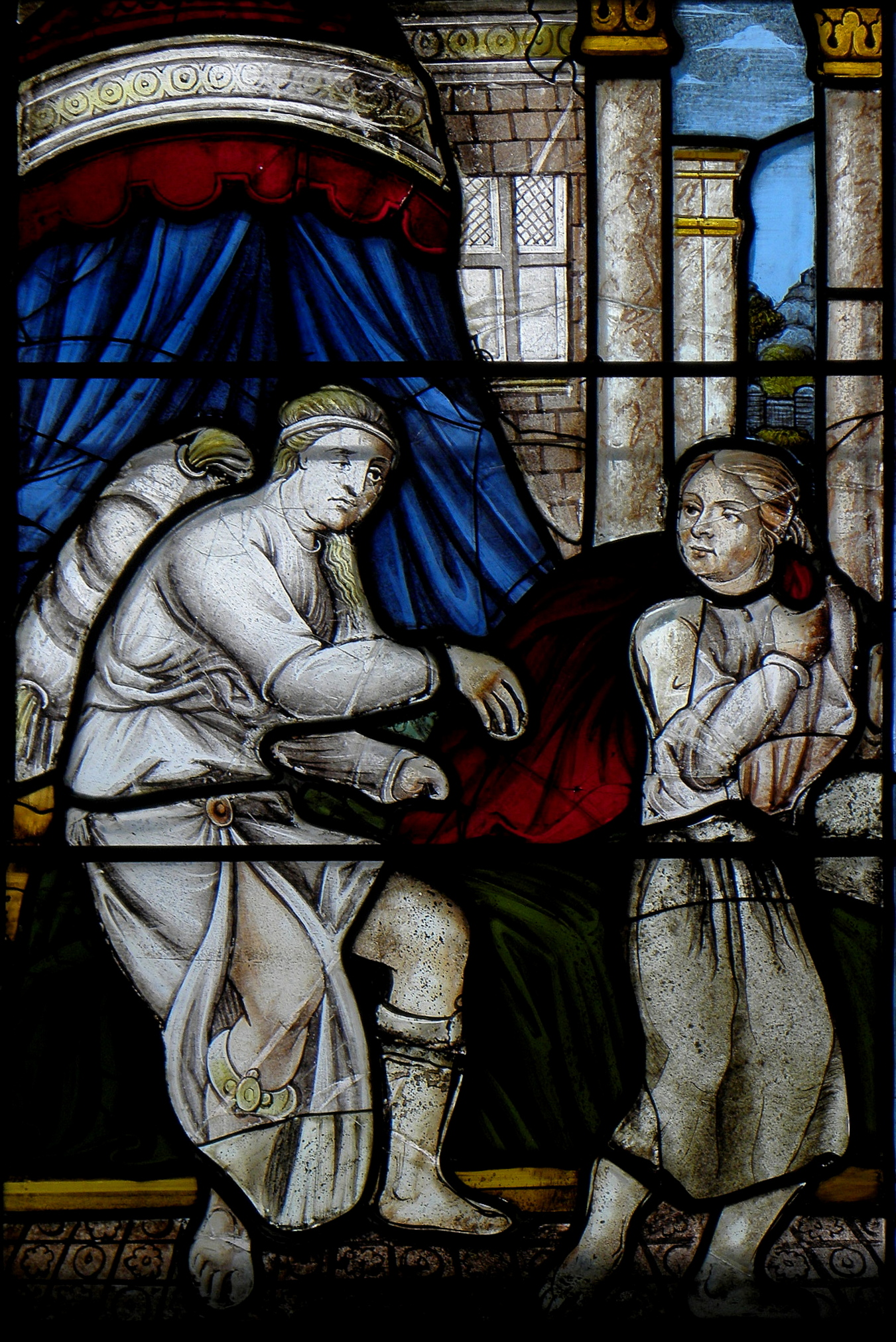
Josef und die Frau des Potifar
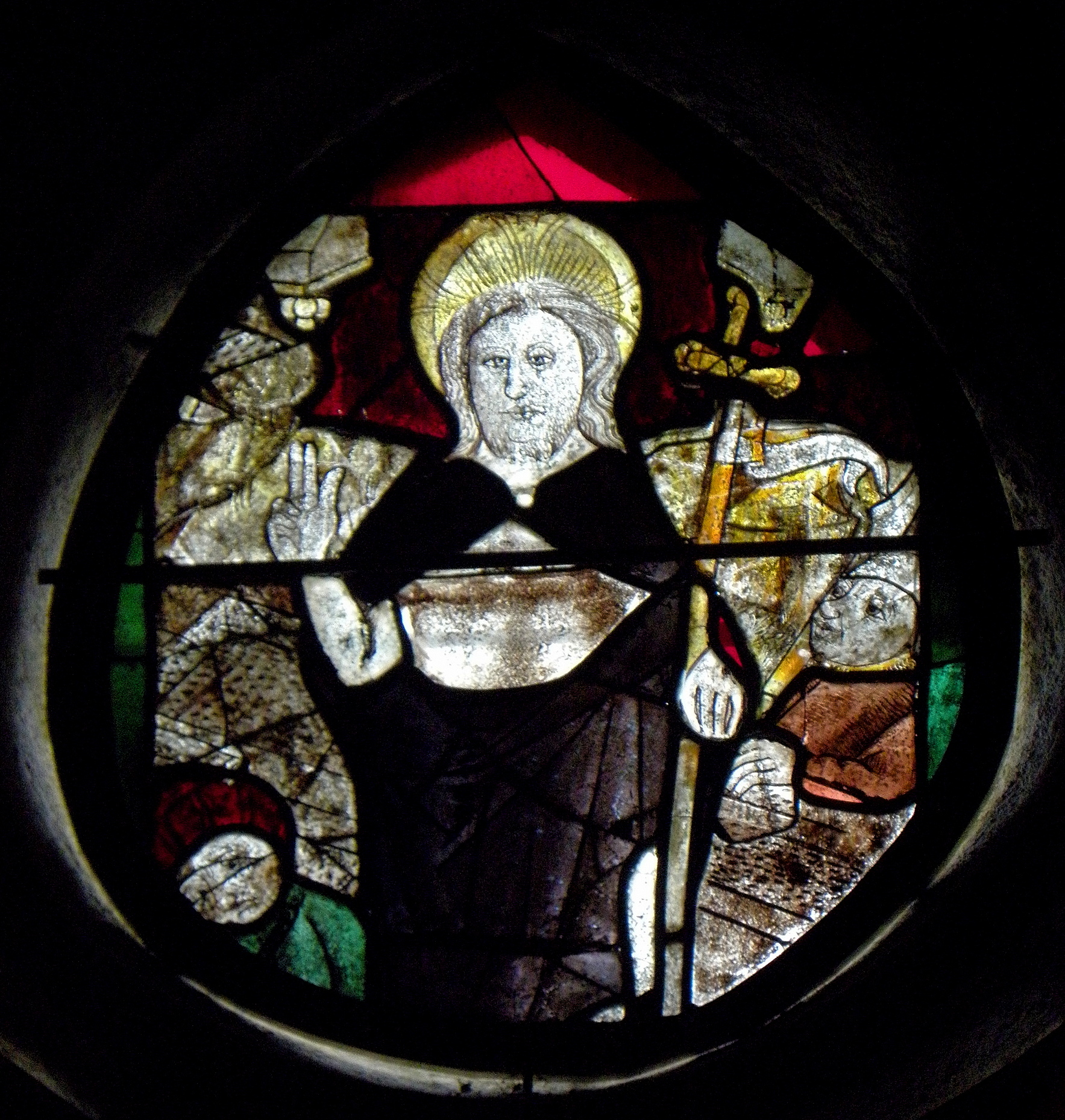
Maßwerk mit dem auferstandenen Christus